# Playa Arkutino
La playa Arkutino (en búlgaro: бряг Аркутино) es una playa que se extiende a lo largo de 1,8 km en la costa este de la bahía Falsa en la isla Livingston en la Antártida. Según la cartografía búlgara en 2005, 2009 y 2017 la playa está situada en la península Rozhen y limita al norte con el glaciar Charity, al sur con la punta Barnard y al este con la cresta Veleka. No hay nieve durante el verano. La superficie libre de hielo de la playa y de la cresta Veleka adyacente es de 468 hectáreas, unos 1160 acres.
Su nombre se debe a la laguna costera de Arkutino, en el sudeste de Bulgaria.

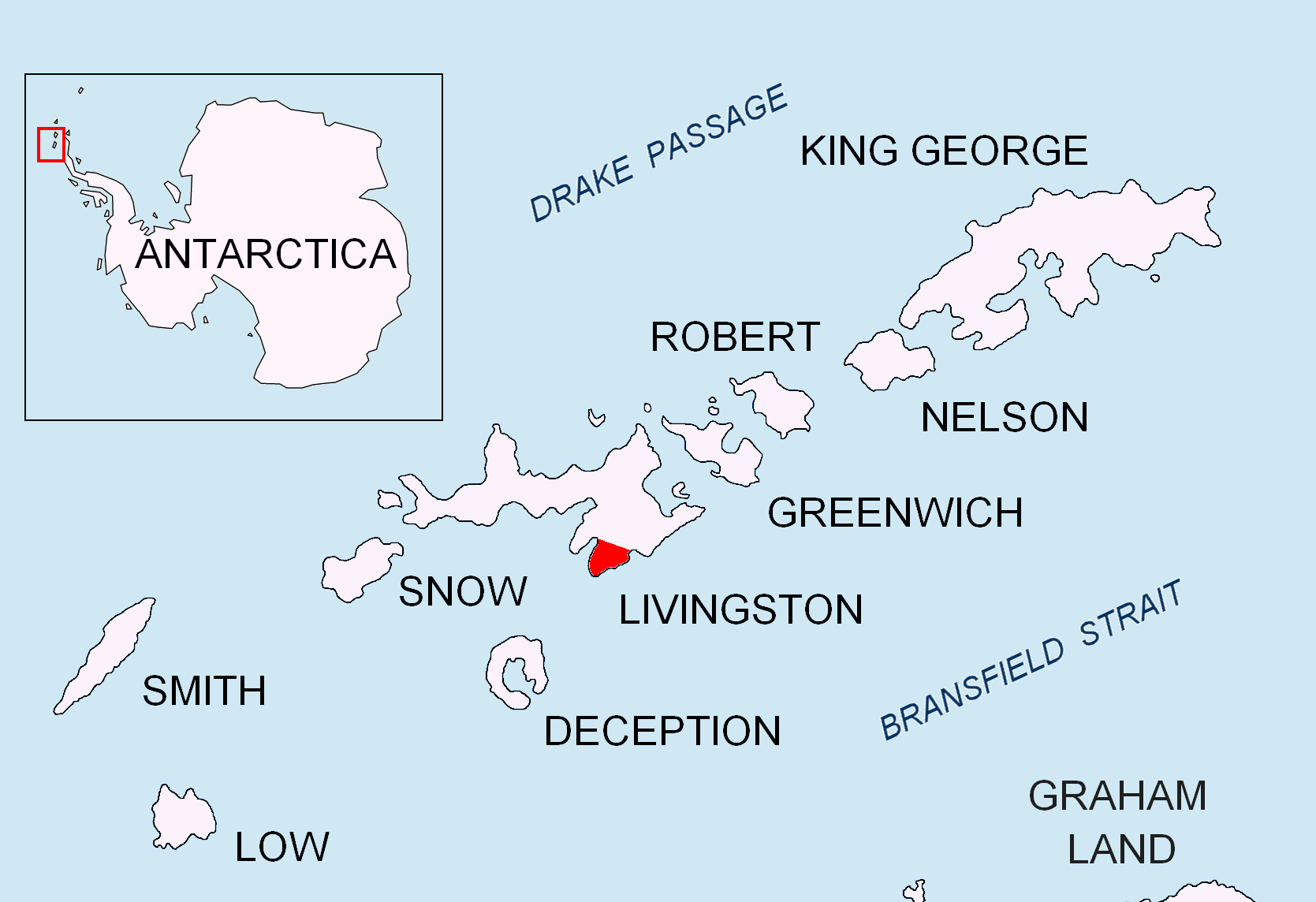
Ubicación de la península de Rozhen en las islas Shetland del Sur.
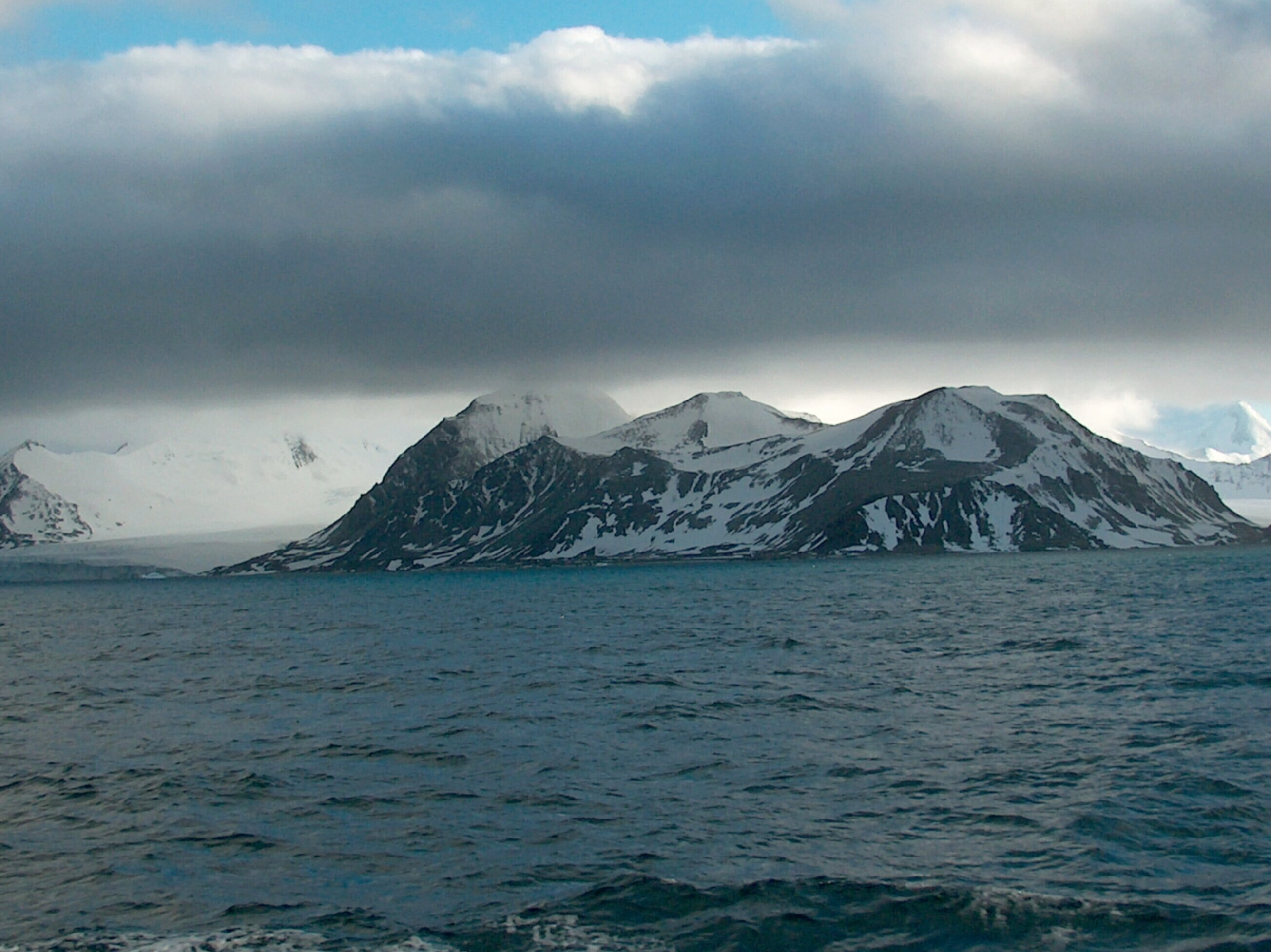
Playa Arkutino desde el suroeste, con Veleka Ridge al fondo.
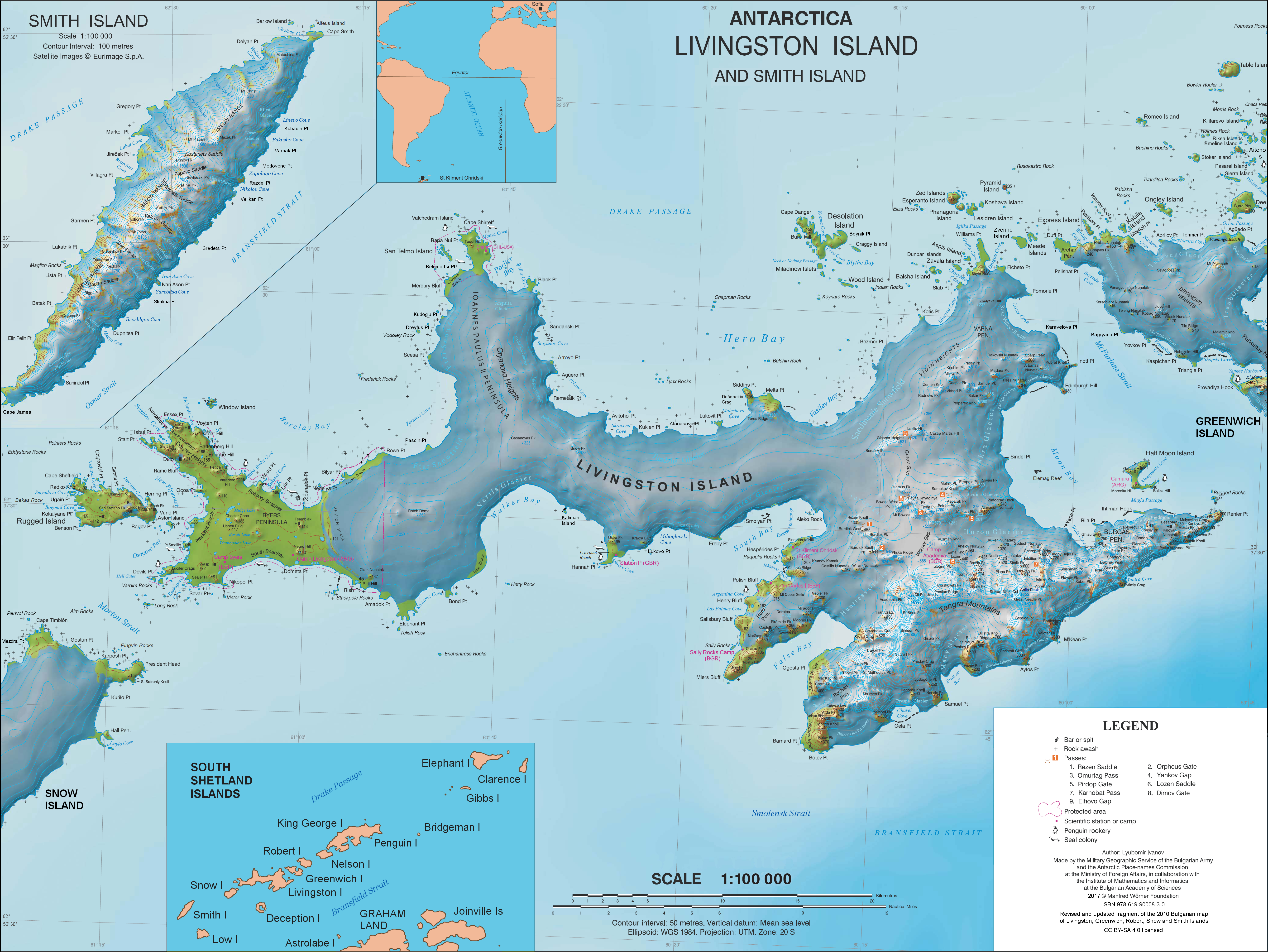
Mapa topográfico de las islas Livingston y Smith.

## Mapas
- L.L. Ivanov et al.  Antártida: Isla Livingston e Isla Greenwich, Islas Shetland del Sur. Escala 1: 100 000 mapa topográfico. Sofía: Comisión Búlgara para los Topónimos Antárticos. Bulgaria, 2005.
- Antarctic Digital Database (ADD). Escala 1: 250 000 mapa topográfico de la Antártida. Comité científico de investigación antártica (SCAR). Desde 1993, regularmente actualizado y actualizado.
- L.L. Ivanov. Antarctica: Livingston Island and Smith Island. Escala 1: 100 000 mapa topográfico. Fundación Manfred Wörner, 2017. ISBN  978-619-90008-3-0